# 等待航线

一个标准等待航线。包括入航边（绿色），等待参考点（红色）和等待航线本身（蓝色）

在航空中，等待航线指使飞机在一个规定的空域内进行盘旋等待。

## 解释
等待航线在仪表飞行中通常是一个经过等待点的跑马场型航线。这个等待点可以是无线电导航设备，例如NDB或者甚高频全向无电信标(VOR)。等待点也是进入等待航线的起始转弯点。飞机将向等待点飞行，之后进入等待航线，之后进入预先制定好的等待航线。一个标准的等待航线通常是一个右转的，耗时大约4分钟的跑马场型航线（两次180度转弯各耗时1分钟，两个直线部分各占用1分钟）。 当等待时间很长时，也可能偏离此规则；直线部分也可以耗时2－3分钟，或者当飞机使用测距仪（DME）进行等待航线时，等待航线也可以用距离取代时间来表示。此外，左轉在一些有限制的空域中也有所使用。
在缺乏无线电导航设施时，等待点也可以是任何一个空中的定位点，也可以是两个导航台的径向线的交点，还可以是一个距离VOR某处的点（此时应配合测距仪使用）。当测距仪使用时，等待航线通常用距离表示，而不是用时间表示。此外，一些使用GPS的飞机也可以完全不借助地面导航设备的情况下做等待航线。
目视飞行（VFR）的飞机通常使用一个较容易辨认的目标，例如桥梁、立交桥或者湖等物体上方作（较小的）跑马场型航线。

## 使用情景
等待航线通常用来缓解由于各种原因导致飞机不能够着陆的交通压力，例如机场过于繁忙、天气不允许着陆或者跑道暂时不可用等情况。当同时有几架飞机执行等待航线时，不同飞机的垂直间距为1000英尺（300米）以上。通常后来的飞机在最高的高度，而最低高度的飞机可以先进行进近。当有飞机从等待航线脱离后，还在进行等待航线的飞机依次下降高度，如此循环。空中交通管制员负责控制整个等待航线的运行，在某些时候甚至会有人员专门负责等待航线的运行。
一架飞机可以在不同的地方做多个等待航线，这种情况在机场运行繁忙、跑道不可用时尤为明显。
当飞机遇到紧急情况时，如果可能，将忽略所有等待航线直接飞往机场。当然，这种情况会导致正在等待航线上的飞机更多的延误。

## 不足
飞机进行等待航线是一个不经济的做法，进行等待航线十分耗时耗油，所以在进行等待航线时也要考虑这些因素。在飞机在地面时必须考虑到空中流量控制令飞机进入等待航线，所以在飞行过程中必须带上足够的油料。

## 作等待航线
许多飞机有一个holding speed，此速度在飞机设计时就已经考虑。在这个速度上，飞机可以以比巡航速度更省油的方式完成等待航线。例如在一些运输机上的速度值可以是210海里/小时。同时，这个速度与飞机的重量成函数关系。飞机在作等待航线时应尽量收起襟翼和起落架以节省燃油。
进入等待航线以及准确执行等待航线是仪表飞行规则和飞行员训练当中不可缺少的一部分，并且在飞行员的考核中有所出现。
现代飞机可以在飞行计算机中输入等待航线的参数，飞机会自动进行等待航线的飞行。

## 进入方式
准确进入等待航线通常是新飞行员最棘手的部分，执行一个正确的等待航线需要在ATC的指挥下进行许多练习。
进入等待航线有三种方式：直接进入，偏置进入和平行进入。这三种进入方式由飞机与等待航线入航边的方位所决定。

- 直接进入的具体实施方法是，第一次过等待参考点后，加入出航边盘旋等待。
- 交叉进入的具体实施方法是，第一次过等待参考点，与平行边成约30度夹角背台飞。背台飞出一段距离后，右转加入入航边，第二次过台。
- 平行进入的具体实施方法是，不过等待参考点，直接加入出航边，然后右转加入入航边，或者第一次过台后左转，与入航边平行，磁航向相反，平飞出一段距离，然后左转加入入航边。

标准等待进入方式
直接进入（DIRECT）
平行进入（PARALLEL）
偏置进入（TEARDROP，直译泪滴进入）

## 速度限制
通常飞机在执行等待航线时会有速度限制，这个速度保证飞机在执行等待航线时不会进入禁飞区或者其他无法飞越的空域。在中国大陆，等待航线的速度限制会在航图中说明。在美国，等待航线的最大速度通常是：
- 低于6000英尺MSL，速度低于200节。
- 6001-14000英尺，速度低于230节。
- 14000英尺以上，速度低于265节。

军用飞机由于性能原因，速度可能会高于此限制。